# معاهدة أسونسيون
معاهدة أسونسيون هي معاهدة بين الأرجنتين والبرازيل وباراغواي وأوروغواي وقعت في 26 مارس 1991. تهدف المعاهدة الموقعة في أسونسيون على إنشاء سوق مشتركة بين الدول المشاركة، يطلق عليه شعبيًا ميركوسور (السوق المشتركة الجنوبية). في وقت لاحق، تم التوقيع على بروتوكول أورو براتو ليكمل المعاهدة الأولى، والذي نص على أن معاهدة أسونسيون يجب أن تكون منظمة معترف بها قانونًا ودوليًا.